# Ligue mondiale de hockey sur gazon masculin 2014-2015
Navigation
Ligue mondiale 2012-2014 2016-2017
La Ligue mondiale de hockey sur gazon masculin 2014-2015 est la deuxième édition de la Ligue mondiale de hockey sur gazon masculin. Cette compétition débute le 1er juillet 2014 à Sveti Ivan Zelina en Croatie pour se terminer le 6 décembre 2015 à Raipur en Inde,,.
Cette manche sert aussi à se qualifier pour les Jeux olympiques d'été de 2016 aux 6 équipes les mieux classées à l'exception du pays hôte et les cinq champions continentaux sont également qualifiés.
L'Australie gagne le tournoi pour la première fois en gagnant 2 - 1 contre la Belgique. L'Inde gagne le match pour la troisième place contre les Pays-Bas par une victoire 3 - 2 aux shoots outs après un match nul 5 - 5.
Chaque association nationale membre de la FIH a eu l'occasion de participer au tournoi, et après avoir cherché des inscriptions pour participer, plusieurs équipes ont été annoncées pour participer.
Les 10 équipes classées entre la 1re et la 11e place au Classement mondial du 23 mars 2015 ainsi que les deux pays hôtes, l'Angleterre et l'exempté de deuxième tour, l'Afrique du Sud sont qualifiés automatiquement pour les demi-finales tandis que les 7 équipes classées entre la 12e et la 20e place ainsi que les trois pays hôtes, l'Irlande et les deux exemptés du premier tour, le Bangladesh et le Trinité-et-Tobago sont qualifiés automatiquement pour le deuxième tour,

Ces 22 équipes étant montrées avec le classement qualificatif, était le suivant.

## Équipes qualifiées
| Équipes           | Rang FIH | Qualification au tour respectif |
| ----------------- | -------- | ------------------------------- |
| Australie         | 1        | Demi-finales                    |
| Pays-Bas          | 2        | Demi-finales                    |
| Allemagne         | 3        | Demi-finales                    |
| Belgique          | 4        | Demi-finales                    |
| Angleterre        | 5        | Demi-finales                    |
| Nouvelle-Zélande  | 6        | Demi-finales                    |
| Argentine         | 7        | Demi-finales                    |
| Corée du Sud      | 8        | Demi-finales                    |
| Inde              | 9        | Demi-finales                    |
| Espagne           | 10       | Demi-finales                    |
| Pakistan          | 11       | Demi-finales                    |
| Afrique du Sud    | 15       |                                 |
| Irlande           | 12       | Deuxième tour                   |
| Malaisie          | 13       | Deuxième tour                   |
| Canada            | 14       | Deuxième tour                   |
| Japon             | 16       | Deuxième tour                   |
| France            | 17       | Deuxième tour                   |
| Pologne           | 18       | Deuxième tour                   |
| Russie            | 20       | Deuxième tour                   |
| Égypte            | 21       | Deuxième tour                   |
| Bangladesh        | 29       | Deuxième tour                   |
| Trinité-et-Tobago | 33       | Deuxième tour                   |

## Calendrier

### 1ertour
| Date                    | Ville hôte        | Classement                                                            | Quotas pour le 2e tour                                    | Qualifiés au 2e tour                                      |
| ----------------------- | ----------------- | --------------------------------------------------------------------- | --------------------------------------------------------- | --------------------------------------------------------- |
| 1 au 6 juillet 2014     | Sveti Ivan Zelina | 1. Russie 2. Suisse 3. Bulgarie 4. Croatie 5. Turquie                 | 2                                                         | Russie Suisse                                             |
| 2 au 7 septembre 2014   | Hradec Králové    | 1. Biélorussie 2. Tchéquie 3. Ukraine 4. Slovaquie 5. Lituanie        | 3                                                         | Biélorussie Tchéquie Ukraine                              |
| 5 au 7 septembre 2014   | Nairobi           | 1. Égypte 2. Kenya 3. Ghana 4. Tanzanie                               | 1                                                         | Égypte                                                    |
| 5 au 7 septembre 2014   | Dacca             | 1. Bangladesh 2. Sri Lanka 3. Hong Kong                               | 1                                                         | Bangladesh                                                |
| 5 au 7 septembre 2014   | Mascate           | 1. Azerbaïdjan 2. Oman 3. Iran 4. Thaïlande                           | 2                                                         | Azerbaïdjan Oman                                          |
| 12 au 14 septembre 2014 | Lousada           | 1. Autriche 2. Italie 3. Portugal                                     | 2                                                         | Autriche Italie                                           |
| 12 au 14 septembre 2014 | Guadalajara       | 1. Chili 2. Mexique 3. Brésil 4. Guatemala                            | 2                                                         | Chili Mexique                                             |
| 1er au 5 octobre 2014   | Kingston          | 1. Trinité-et-Tobago 2. Jamaïque 3. République dominicaine 4. Barbade | 1                                                         | Trinité-et-Tobago                                         |
| 6 au 11 décembre 2014   | Suva              | 1. Fidji 2. Papouasie-Nouvelle-Guinée 3. Samoa 4. Vanuatu             | 1. Fidji 2. Papouasie-Nouvelle-Guinée 3. Samoa 4. Vanuatu | 1. Fidji 2. Papouasie-Nouvelle-Guinée 3. Samoa 4. Vanuatu |

### 2etour
| Date                      | Ville hôte | Classement                                                                                         | Quotas pour les 1/2 finales | Qualifiés en 1/2 finales |
| ------------------------- | ---------- | -------------------------------------------------------------------------------------------------- | --------------------------- | ------------------------ |
| 17 au 25 janvier 2015     | Singapour  | 1. Malaisie 2. Pologne 3. Japon 4. Oman 5. Ukraine 6. Bangladesh 7. Singapour 8. Mexique           | 3                           | Malaisie Pologne Japon   |
| 28 février au 8 mars 2015 | San Diego  | 1. Irlande 2. Autriche 3. Canada 4. Russie 5. Chili 6. Italie 7. États-Unis 8. Trinité-et-Tobago   | 3                           | Irlande Autriche Canada  |
| 7 au 15 mars 2015         | Le Cap     | 1. France 2. Chine 3. Égypte 4. Afrique du Sud 5. Suisse 6. Tchéquie 7. Azerbaïdjan 8. Biélorussie | 3                           | France Chine Égypte      |

### 1/2 finales
| Date                      | Ville hôte   | Classement | Quotas pour la finale | Qualifiés en finale                     |
| ------------------------- | ------------ | --- | --------------------- | --------------------------------------- |
| 3 au 14 juin 2015         | Buenos Aires | 1. Allemagne 2. Argentine 3. Pays-Bas 4. Canada 5. Espagne 6. Nouvelle-Zélande 7. Corée du Sud 8. Japon 9. Égypte 10. Autriche | 4                     | Allemagne Argentine Pays-Bas Canada     |
| 20 juin au 5 juillet 2015 | Anvers       | 1. Australie 2. Belgique 3. Grande-Bretagne 4. Inde 5. Irlande 6. Malaisie 7. France 8. Pakistan 9. Pologne 10. Chine          | 4                     | Australie Belgique Grande-Bretagne Inde |

### Finale
| Date                           | Ville hôte | Classement groupes                                               | Classement final                                                                                    |
| ------------------------------ | ---------- | ---------------------------------------------------------------- | --------------------------------------------------------------------------------------------------- |
| 28 novembre au 6 décembre 2015 | Raipur     | Groupe A : 1. Grande-Bretagne 2. Australie 3. Belgique 4. Canada | 1. Australie 2. Belgique 3. Inde 4. Pays-Bas 5. Allemagne 5. Argentine 7. Canada 7. Grande-Bretagne |
| 28 novembre au 6 décembre 2015 | Raipur     | Groupe B : 1. Pays-Bas 2. Argentine 3. Allemagne 4. Inde         | 1. Australie 2. Belgique 3. Inde 4. Pays-Bas 5. Allemagne 5. Argentine 7. Canada 7. Grande-Bretagne |